# 勞動者共產黨
勞動者共產黨（日语：ろうどうしゃきょうさんとう）是日本的一个新左翼党派。簡称為勞共党。主張在日本社会進行共产主义革命和打倒「日本帝国主义资产阶级」及「美国帝国主义」。1999年6月，共产主义者同盟 (赫旗派)和日本共产党（马列）合并。由于共产同系和中共派系的主張相异的党派進行联合，一时备受关注。
- 领导人：松平直彦
- 机关报杂志：『无产阶级』(月刊)*

活动据点：新世界通讯

## 概要

### 規約
工人共产党的规章用前述同党是工人阶级的革命政治党，以日本革命作为目标这样的宗旨被写。党组织把民主集中制作为基本原则。最低3年中央委员会召集一次的党大会被认为是最高表决机关，与表决执行那个的中央委员会委员的选出被进行。中央委员会作为日常性的中央执行机关选出常务委员会委员，根据常务委员会最低一年被召集一次。中央委员会下地区委员会被设置，作为党的基础组织的细胞以党人员3人以上被放在那个下。以18岁以上同意纲领和规章，如果缴纳党费，有2位党员的推荐与党人员习惯。

## 年表
- 1993年6月　共産主義者同盟 (赫旗派)與日本共產黨（馬列）開始就統合問題達成協議。
- 1999年6月　勞動者共產黨成立

## 外部連結
- 勞動者共産党 （页面存档备份，存于）